# Wanda Makuch-Korulska
Wanda Makuch-Korulska (ur. 12 października 1919 w Warszawie, zm. 1 kwietnia 2007 tamże) – polska neurolog, doktor habilitowany medycyny.

## Życiorys
Urodziła się w rodzinie Karola Makucha (1885–1944), oficera Legionów Polskich, urzędnika Ministerstwa Wyznań Religijnych i Oświecenia Publicznego, i Heleny z domu Łachwa (1887–1945), kierowniczki szkoły powszechnej nr 35 w Warszawie. Miała młodszą siostrę Zofię Adelę Makuch I-voto Bachurzewską, II-voto Bartoszewską, żonę Władysława Bartoszewskiego. Po ukończeniu szkoły średniej (1938) rozpoczęła studia na Wydziale Lekarskim Uniwersytetu Warszawskiego. Przed wybuchem II wojny światowej była instruktorką kursów Przysposobienia Wojskowego Kobiet. 
Podczas okupacji niemieckiej w konspiracji związana z ZWZ, AK i WSK. Kontynuowała studia w Szkole dr. Jana Zaorskiego. Brała udział w tajnym nauczaniu studentów. Do wybuchu powstania warszawskiego pracowała jako laborantka, potem wolontariuszka w Szpitalu św. Ducha na internie i chirurgii. Uczestniczka powstania warszawskiego, jako sanitariuszka III Obwodu „Waligóra” w Szpitalu Karola i Marii przy ul. Leszno 136. Odznaczona Krzyżem Armii Krajowej w Londynie. Za ratowanie Żydów podczas okupacji niemieckiej została wyróżniona Medalem Sprawiedliwy wśród Narodów Świata.
W 1947 ukończyła studia. Od 1945 do przejścia w 1990 na emeryturę pracowała w Klinice Neurologicznej Akademii Medycznej w Warszawie. Doktoryzowała się w roku 1952 na podstawie pracy „Objawy neurologiczne w chorobie Cushinga”, promotor – prof. Adam Opalski. W 1955 otrzymała nominację na docenta neurologii. Była lekarzem zaufania Ambasady USA w Warszawie.
Była żoną Bolesława Sławka Korulskiego (1926–2005), żołnierza AK, ps. Żegota i armii gen. Andersa we Włoszech.
Zmarła w Warszawie, pochowana na cmentarzu Powązkowskim (kwatera 315-1-28).

## Ordery i odznaczenia
- Krzyż Armii Krajowej
- Medal 10-lecia Polski Ludowej (13 stycznia 1955)[7]
- Medal Sprawiedliwy wśród Narodów Świata (Instytut Jad Waszem, 14 grudnia 1994)[8]